# کاکاسیاه‌ها در برابر سیاه‌پوست‌ها

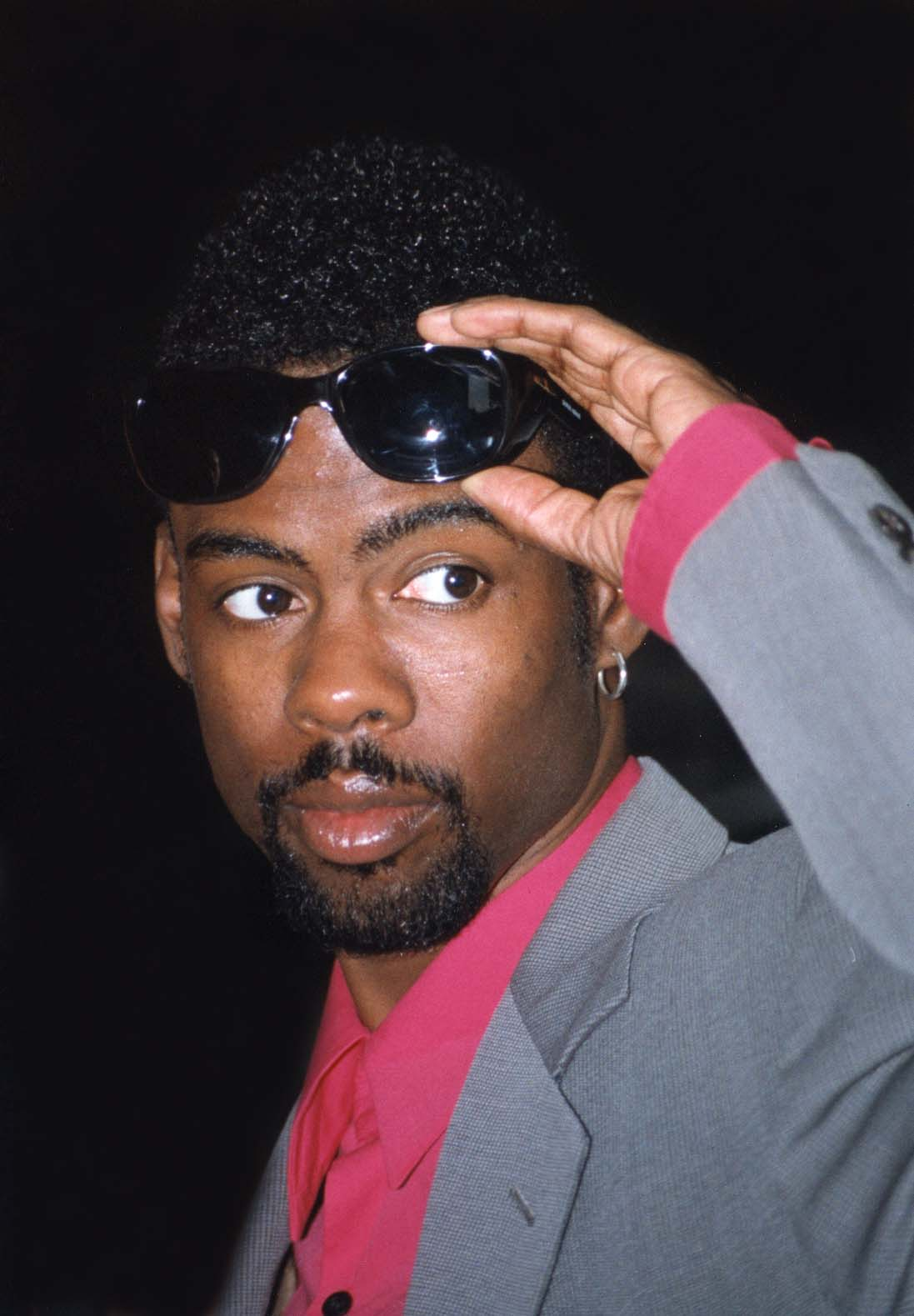
کریس راک در حال ترک بالتیمور در سال 1995.© copyright John Mathew Smith 2001

«کاکاسیاه‌ها در برابر سیاه‌پوست‌ها» (انگلیسی: Niggas vs. Black People) نام یک از مشهورترین روال‌های استندآپ کمدی کریس راک است.
این روال، یک تک‌گویی ۱۲ دقیقه‌ای درباره رفتارهای عادی جامعه سیاه‌پوستان آمریکا است.